# Thomas Boakye
Thomas Boakye (Kumasi, 10 maggio 1993) è un calciatore ghanese, difensore o centrocampista svincolato.

## Carriera
Nato e cresciuto a Bremang, nel distretto metropolitano di Kumasi, nel 2004 Boakye è entrato a far parte della Right to Dream Academy, accademia calcistica ghanese inizialmente nota come Tom Vernon Football Academy. Una borsa di studio gli ha poi permesso di giocare e studiare presso l'Hartpury College, oltre che di giocare con la squadra riserve del Forest Green (non potendo scendere in campo ufficialmente con la prima squadra). Durante il suo periodo inglese, Boakye è volato in Svezia per disputare, sempre con l'Hartpury College, l'importante torneo giovanile Gothia Cup di cui l'istituto ha raggiunto le semifinali.
Dopo un provino con il Manchester City, è tornato in Ghana alla Right to Dream Academy. Qui ha ricevuto la visita di Graham Potter, allora tecnico del club svedese di terza serie dell'Östersund con cui Boakye ha firmato un contratto. Ha iniziato a far parte dei rossoneri a partire dall'agosto 2012, quando il campionato di Division 1 2012 aveva da poco superato la metà del torneo. Nella rimanente parte di stagione ha totalizzato 2 reti in 10 presenze, facendo parte della rosa che ha portato la squadra per la prima volta nella seconda serie nazionale. Nella stagione successiva ha collezionato 5 reti in 28 partite della Superettan 2013, mentre la sua stagione 2014 è stata segnata da un grave infortunio al legamento crociato occorsogli durante la terza giornata di campionato, che lo ha costretto a chiudere anzitempo l'annata.
Prima dell'inizio del campionato 2015 è rimasto nel torneo di Superettan passando però gratuitamente al Varberg, con cui ha firmato un contratto triennale. È rimasto in neroverde fino al termine dell'accordo, disputando 77 presenze in tre campionati, tutti trascorsi in Superettan.
Nel novembre 2017 è stato ufficializzato che, a partire dal successivo mese di gennaio, Boakye sarebbe diventato un giocatore dell'Halmstad a parametro zero. Al termine del campionato di Superettan 2020, in un torneo in cui il terzino nigeriano ha messo a segno 3 gol in 26 presenze, la squadra ha conquistato la promozione. Nell'Allsvenskan 2021, quindi, Boakye ha collezionato le sue prime 22 presenze nella massima serie svedese, anche se poi l'Halmstad ha terminato quella stagione con una retrocessione. La risalita in Allsvenskan è stata però immediata, grazie al secondo posto nella Superettan 2022. Boakye è dunque tornato a calcare i campi della massima serie nel 2023 pur alternando presenze da titolare (11) ad altre da subentrante (10), mentre la squadra in questo caso ha centrato la permanenza in categoria. Nel corso di un'Allsvenskan 2024 che ha visto nuovamente l'Halmstad ottenere la salvezza, Boakye è stato utilizzato solo in cinque occasioni, tutte dalla panchina. A fine 2024 il suo contratto in scadenza non è stato rinnovato dal club.

## Palmarès

### Club

#### Competizioni nazionali
- Division 2: 1

Östersund: 2011
- Superettan: 1

Halmstad: 2020